# Plinska eksplozija
Plinska eksplozija ili eksplozija plina oblik je eksplozije u kojoj dolazi do brze kemijeske reakcije između ukapljenog zemnog plina i kisika u zraku prilikom čega dolazi do snažnog izgaranja s velikom bzinom širenja u prostoru. Među najčešće oblike ubrajaju se eksplozije plinskih boca u kućanstvima, eksplozije u rudnicima i industrijskim pogonima uzrokovane istjecanjem ili nepravilnim skladištenjem ukapljenog plina. 
Plinska eksplozija može se izazvati i namjerno, s ciljem usmrćivanja ili nanošenja materijalne štete, priikom čega se takve akcije smatraju terorističkim činom. Slične se akcije ciljano izvode u ratnim operacijama s namjerom onesposobljavanja ili uništenja neprijatelja.

## Područje eksplozivnosti
Zapaljivi plinovi i pare zapaljivih tekućina, koje se nalaze u smjesi sa zrakom u dovoljnoj koncentraciji, zbog nekog izvora paljenja ili zbog zagrijavanja cjelokupne plinske smjese reagiraju s kisikom iz zraka i sagorijevaju. Ako je to sagorijevanje toliko naglo da je popraćeno oslobađanjem velike količine topline sagorijevanja i naglim povećanjem tlaka plinova, ono se naziva eksplozijom. Oni plinovi i pare zapaljivih tekućina koji tako naglo sagorijevaju u zraku nazivaju se zapaljivi plinovi odnosno zapaljive pare, a njihova smjesa sa zrakom naziva se eksplozivna smjesa.
Zapaljivi plinovi i pare imaju takozvano područje eksplozivnosti unutar kojega oni mogu pri zapaljivanju na više ili manje eksplozivan način izgorjeti i ovisno o koncentraciji pritisak (učinak) eksplozije će biti veći ili manji. Donja granica eksplozivnosti je ona najniža koncentracija zapaljivih plinova ili para koja mora postojati u smjesi sa zrakom da može doći do izgaranja, dok je gornja granica eksplozivnosti najviša potrebna koncentracija zapaljivih tvari koja u dodiru sa zrakom može dovesti do izgaranja. Ako je koncentracija zapaljivih tvari ispod donje razine eksplozivnosti, u dodiru sa zrako neće doći do izgaranja plina.